# 古应芬

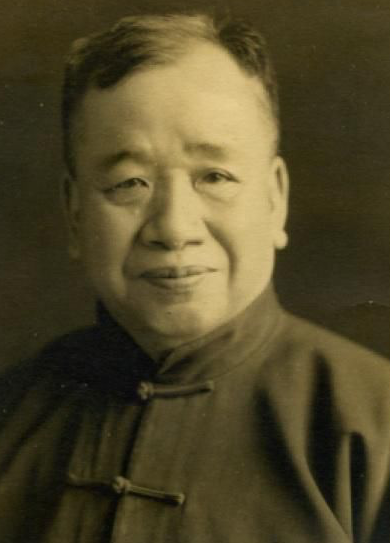

古应芬（1873年—1931年10月28日）字勷勤、湘芹，广東省广州府番禺县人，中国民主革命家，中华民国政治人物。

## 生平

### 革命派的活動
古应芬生于一个富裕家庭。1902年，中秀才。1904年获两广总督岑春煊派遣，同胡漢民、汪兆銘（汪精衛）等人赴日本留学。先后入日本法政大学法政速成科、専門部。翌年秋，同胡漢民、汪兆銘加入中国同盟会。1907年，古应芬归国後任广東法政学堂編纂。后来他任广东谘议局書記長，參與策劃廣州起義。
1911年，古应芬赴香港，同黄興、胡漢民策划广州起義。辛亥革命後，广东都督府成立，胡汉民任都督，古应芬任都督府秘書長。以後，他历任核計院院長、瓊崖綏靖署总办等职务。1913年，他参加二次革命。二次革命失败後，到1917年之间，他在南洋募集革命資金。

### 支持孫文
1917年，任廣州軍政府秘書。1918年，他随粤軍陳炯明进行軍事行動。1920年，就任广東省政務厅厅長。1922年3月，粤軍第1師師長邓鏗遭到暗殺，古应芬被第1師参謀長李济深推荐继任師長，李济深成为事实上的继任者。此后他一直致力于调停孫文同陳炯明的斗争，但双方关系恶化，古应芬乃被迫辞职。
同年6月，陳炯明发动六一六事变，攻击孫文，此后古应芬支持孫文，反击陳炯明。1922年，討沈鴻英之役，奉中山命，設大本營行營於江門，爲行營主任。1923年，任廣州大本營法制局局長、八邑籌餉督辦、大本營駐西江辦事處全權主任、廣東政務廳廳長，後派督辦西江籌餉事，又任西江善後委員、大本營秘書長。1924年，任大本营財政部長兼广東省財政厅厅長。他在财政方面为討伐陳炯明的成功作出了貢献。1925年7月，国民政府在广州成立，古应芬任国民政府常務委員兼廣東省政務廳廳長。8月、廖仲愷遭暗殺，古应芬兼任国民政府財政部長。

### 国民党右派的活動
1926年1月，古应芬当选中国国民党第2届中央監察委員。革命軍佔武漢，乃以慰勞使名義赴漢口勞軍。蒋中正崛起后，古应芬因反感中国国民党左派及中国共产党的運動方式，乃同蒋介石接近。1927年，四一二事件爆发，古应芬支持，并在所在的广州排除中国共产党。南京国民政府成立后，古应芬任国民政府常務委員兼代理財政部長，进行財政改革，不過很快辭任。1928年春，赴歐美考察。回國後任国民政府文官長。1929年，被選為中国国民党中央監察委員。因对党内斗争激化感到厌烦，古应芬于1930年，告病辞職回到广州。
1931年2月，因同蒋介石的約法发生路线矛盾，胡漢民遭到蒋介石拘禁，这遭到古应芬反对。5月，古应芬、汪兆銘、孫科、唐紹儀在广州召开非常会議，组织广州国民政府。9月九一八事变爆发，中国国民党党内各派趋向团结，古应芬支持蒋介石同汪精卫的合作。
1931年10月28日，古应芬在广州因拔牙中毒去世，享年58岁，其兒子當時6歲。同年11月，廣東省政府在中國國民黨第四次全國代表大會上表決，成立廣東省立勷勤大學以紀念古應芬。遺體安葬於廣州沙河東坑（古应芬墓）。

## 寓所
民國年間，古應芬父親古芥南在廣州東山的寺貝底購地，除了興建房屋還有田地。原古應芬大屋的所在地，現早已被拆建成小樓房，做了寺右社區居委會。昔日古應芬大屋青磚石腳，有一百多平方米，進門後有井，格局是太公廳的樣子。有寺右村長者稱，古姓是寺右村的開村大姓之一，後來古姓出外謀生，落籍梅縣。古應芬當大官後，原想在寺右村建祠堂以光宗耀祖，但未能如願，後將大宅和田產託付給一位姓楊的鄉親看管。
另有寓所位于仓边路与越华路交界市房管局侧红苑酒家后，建筑整体为欧式风格庄园式样，屋门侧石碑有标注古勷勤故居，处于空置状态未有活化利用。

## 家庭
- 父：古芥南
- 女儿：古霁雪
- 子：古滂